# Dispache
Dispache [-’pasj] (af fr., italiensk dispaccio, en besørgelse) betegner efter nordisk og tysk søretssprogbrug den opgørelse af en indtruffen søskades årsager og omfang, som foretages, hvor der er spørgsmål om almindelig havari eller om søforsikring. Dispache opgøres i de fleste lande af en person, dispachør, som særlig beskæftiger sig med sådanne forretninger, og som (uden for England og Nordamerika) har offentlig ansættelse eller autorisation, hvorfor dispache også har en vis offentlig troværdighed, men dog kan tilsidesættes af domstolene. I Danmark og Norge beskikkes dispachører af det offentlige efter at have bestået en særlig eksamen, i 1916 fandtes der kun tre i Danmark, men betydelig flere i Norge. I Sverige, hvor dispachørernes antal var fire, er dispachen forbindende, når der ikke inden en måned protesteres imod den.